# 亞歷山德羅夫斯克布爾什維克起義
亚历山大罗夫斯克起义是1917年12月25日亚历山大罗夫斯克（今烏克蘭南部城市扎波羅熱）工人的武装起义。起义由布尔什维克领导来反对乌克兰中央拉达。黑海革命组织的黑海水手也参加了起义。他们由莫克罗索夫·阿列克谢·瓦西里耶维奇领导。叛军占领了一个电话站、一个发电站和城市的一部分。然而，经过三天的战斗，叛乱被镇压了。